# The Word Alive EP
The Word Alive EP es el primer trabajo de la banda de metalcore The Word Alive; este material es escaso de encontrar, ya que nunca fue lanzado, cuenta con cinco demos grabados por su vocalista y fundador original Craig Mabbitt, el que actualmente es vocalista de Escape The Fate.

## Historia

### Grabación y salida de Mabbitt
Poco tiempo después de su formación, la banda publicó unos demos, titulados The Devil Inside y Casanova Rodeo. La situación de la banda se veía prometedora. Más aún luego de anunciar que grabarían su primer en julio del 2008. La grabación se llevó a cabo pero el EP tardaba en hacerse público. El 26 de noviembre de 2008, la banda publicó un blog en su Myspace explicando a los fanes que habían tomado la decisión de reemplazar a Craig Mabbit debido a complicaciones de tiempo con su otra banda, Escape the Fate. Añadían que la decisión era dura pero que no tenían ningún resentimiento contra Mabbit. El blog decía lo siguiente:

"...Hemos decidido seguir adelante sin Craig, y hemos iniciado la búsqueda por el miembro adecuado para que la banda alcance sus metas y cumpla sus sueños. Dicha búsqueda ha terminado y nunca nos hemos sentido tan completos como banda. El nuevo miembro definitivamente lleva la banda a un nuevo nivel y aumenta el desafío, como sentimos que solo él puede hacerlo. Queremos que todos sepan que amamos a Craig y que, mediante diferentes circunstancias, saldremos de gira juntos. Esta no era la visión con la que la banda se creó, no obstanre, es una con la que nos sentimos contentos. Apoyamos totalmente a Craig y no existen resentimientos acerca de su decisión. Esperamos que puedan aceptarnos y comprendernos por seguir nuestros sueños a como de lugar."

Sin embargo el día anterior, Mabbitt publicó un mensaje a sus fanes en su MySpace señalando una situación totalmente opuesta.

"Dejar la banda nunca fue mi decisión, al parecer me remplazaron mientras aun estoy de gira debido al simple hecho de que ellos querían salir de gira y no podían hacerlo hasta que estuviese disponible, yo fundé esa banda junto a los muchachos y estoy muy dolido por como me remplazaron mientras estoy de gira...es basura"

.
Mientras Craig estuvo en la banda, ellos tocaron en conciertos en Phoenix junto a Greeley Estates, Eyes Set to Kill, In Fear and Faith y The Human Abstract, y encabezaron algunos conciertos en Arizona y California.

### Post EP
El EP fue escrito por Mabbitt, los derechos de las 5 canciones de este EP les pertenece, Casanova rodeo y Can't let up (esta última renombrada Invinting eyes) se reegrabaron para Empire EP, el siguiente EP de la banda, con su nuevo vocalista, Tyler Smith. TWA tuvo problemas de copyright con Mabbitt.

## Lista de canciones
1. Can't let up (DEMO) - 3:51
2. The devil inside (DEMO) - 3:42
3. Casanova Rodeo (DEMO) - 3:49
4. Are you in drugs (DEMO) - 4:23
5. I'm sorry (DEMO) - 4:53

## Personal
- Craig Mabbitt - voces
- Tony Pizzuti - guitarras, coros
- Zack Hansen - guitarras, coros
- Nick Urlacher - bajo
- Dusty Riach - teclados, sintetizadores, programación
- Tony Aguilera - batería, percusión